# 柿之木坂
柿之木坂
- 東京都目黑區的坂。
- 東京都目黑區的町名。行政地名為柿之木坂一丁目至三丁目。

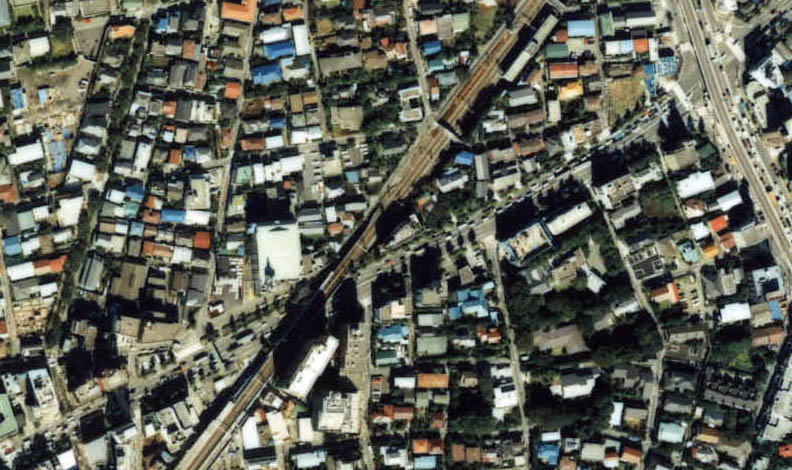
柿之木坂，1989年空拍照。

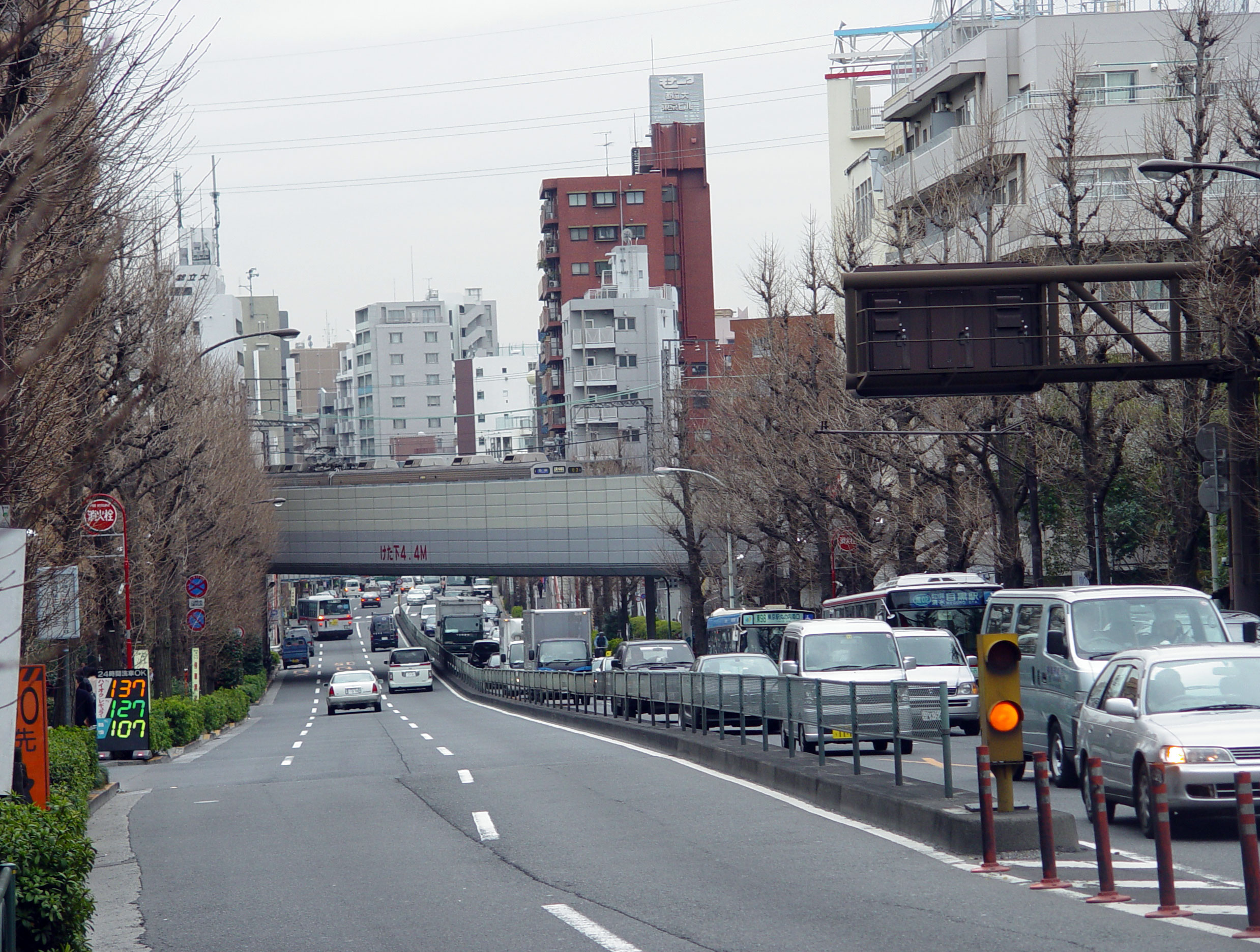
柿之木坂陸橋交差點所見的柿之木坂

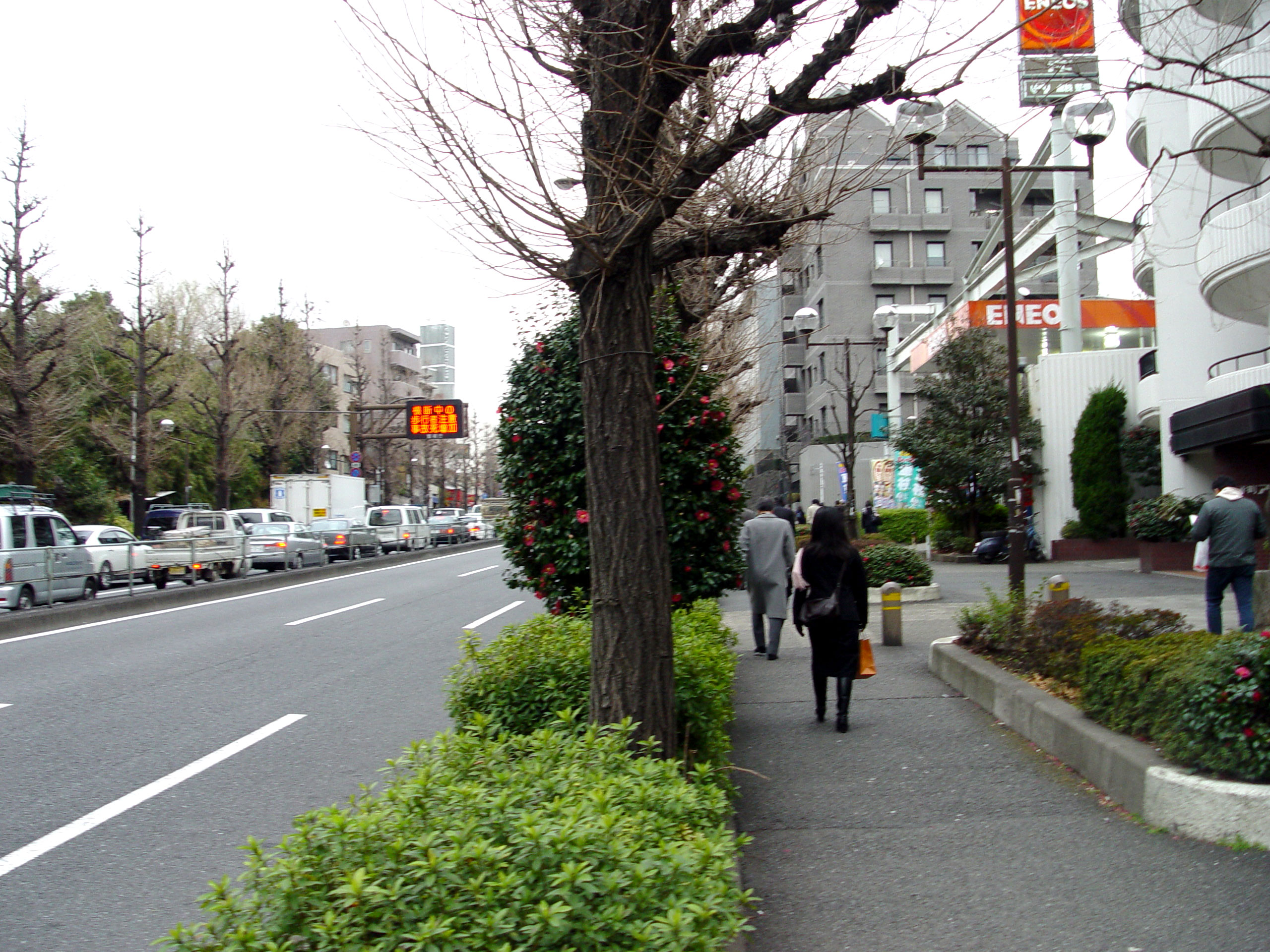
柿之木坂途中

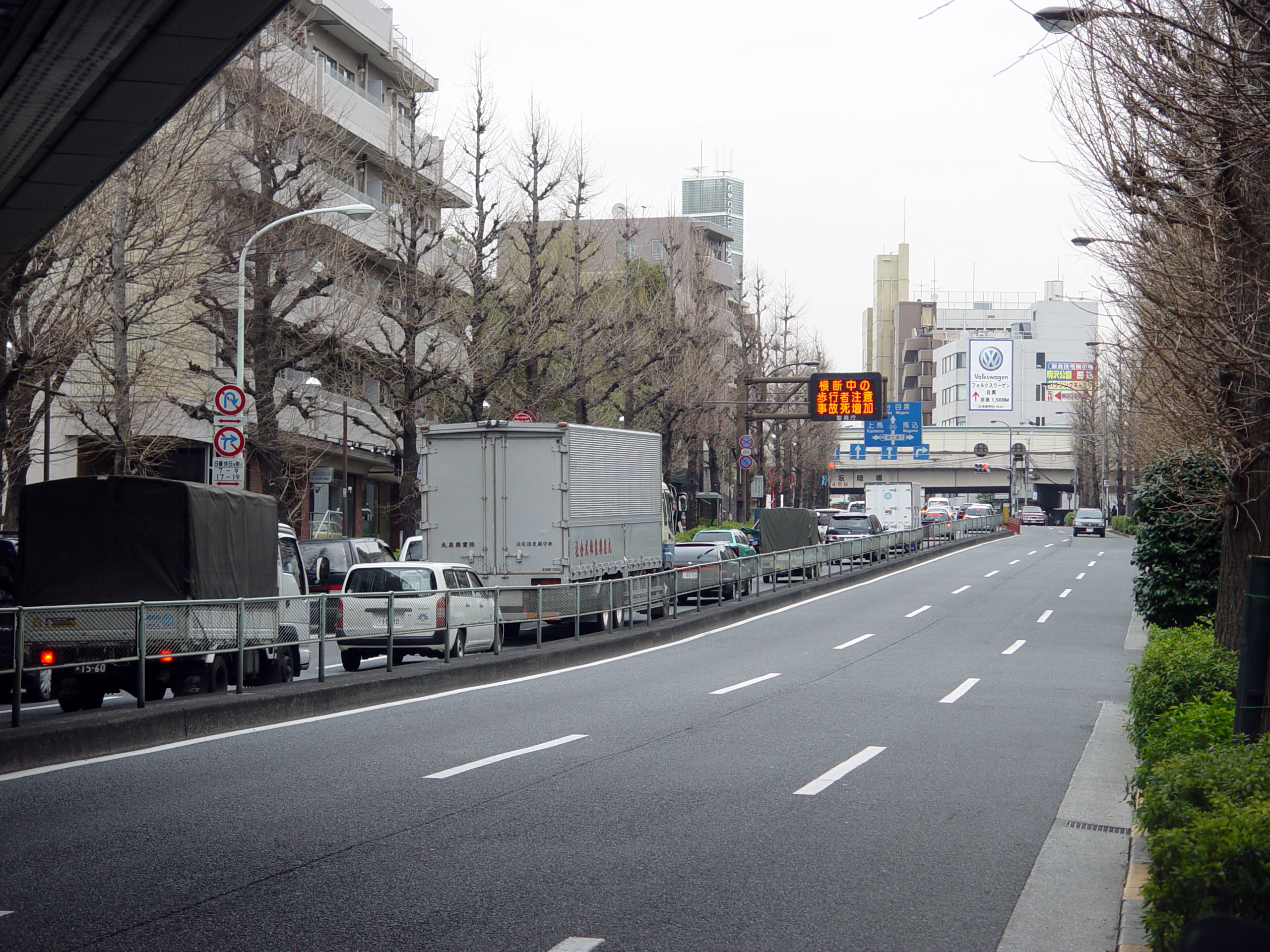
東橫線高架附近所見的柿之木坂

柿之木坂（日语：／ Kakinokizaka */?）是東京都目黑區目黑通的坂，也是目黑區町名。行政地名的柿之木坂在2013年7月的人口有8,957人。

## 地理
柿之木坂為目黑通與環七通交差點向下往呑川谷地、穿越東急東橫線高架的斜坡。
地名的柿之木坂位於坂的西北一帶，町域為西北-東南方向的細長三角形，呑川柿之木坂支流貫穿町內。町的東南邊為目黑通，東北邊為環七通，西邊為柿之木坂通（區道），柿之木坂二丁目與柿之木坂三丁目之間以東西向的駒澤通為界。

## 歷史
町名的柿之木坂在1932年成立。同年目黑區成立，荏原郡碑衾町大字衾的小字東柿木坂北、東柿木坂南、東三谷、東下通、東谷戶、東曾根、東中丸合併為目黑區柿之木坂町。1965年柿之木坂町與中根町一部分合併實施住居表示，坂在此地東南方，下設柿之木坂一丁目、柿之木坂二丁目、柿之木坂三丁目。

### 地名由來
此地屬舊荏原郡衾村。坂名由來眾說紛紜。
- 坂附近有大棵的柿之木。
- 可看見柿之木的坂。
- 小孩偷拿運柿車的柿子而稱「柿抜き坂」，後演變成「柿之木坂」
- 此地稱「駆け抜け坂」，後演變成「柿之木坂」

以下是目前主要的說法：
- 當時柿之木坂周邊農家與商人用大八車裝載貨物行走在這座陡峭的長坡。途中常發生貨物遭竊的事件，拿走貨物的行為稱作「引っ掻き抜く」。之後轉變為「掻き抜き坂」，明治初期大量使用「柿」作為借字，坂名也因此改為現行名稱。此外，柿之木坂上與環七通交差點的「岡田屋足袋店」（明治19年創業，平成14年關閉，平成18年拆除）建地內有棵高10公尺的柿木，常被認為是地名的由來，但這棵樹是在1920年左右種植，與地名無關。另外關於柿之木坂多柿木的說法，昭和初期以前柿木是東京非常流行的樹木，但並沒有任何紀錄顯示柿之木坂周邊的柿木特別多。因此，地名很可能並非來自於實際的柿木。

## 備註

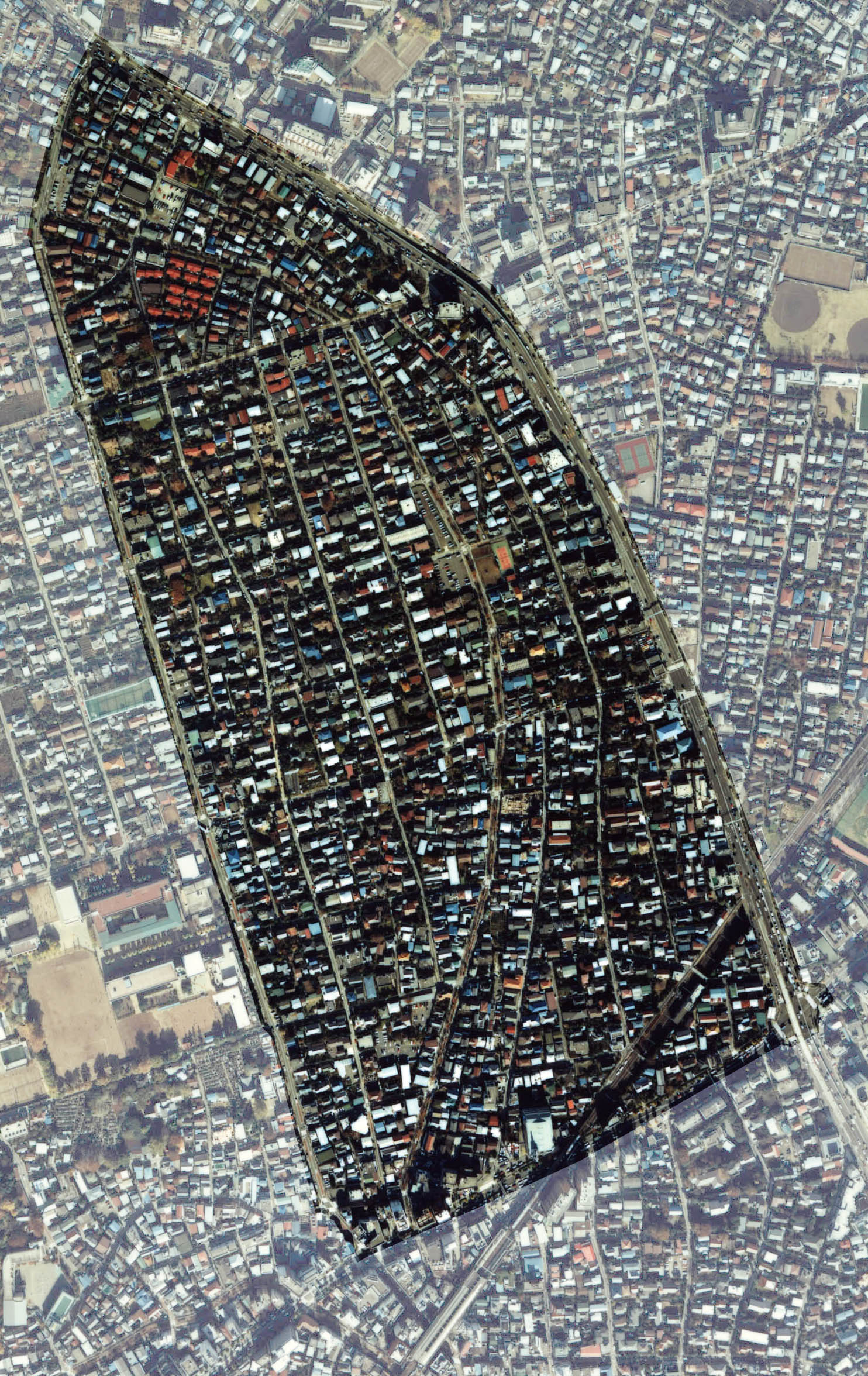
柿之木坂一丁目-三丁目，1984年的空拍圖。

1. ↑  .   [2013-08-05]. （原始内容存档于2020-05-03）.